# Springhill (Louisiane)
Springhill est une ville de la paroisse de Webster, dans l'État de Louisiane, aux États-Unis,. En 2020, elle compte une population de 4 801 habitants.

## Démographie
Lors du recensement de 2010, la ville comptait une population de 5 269 habitants, tandis qu'en 2020, elle s'élève à 4 801 habitants.